# Ipomoea hieronymi
Ipomoea hieronymi là một loài thực vật có hoa trong họ Bìm bìm. Loài này được (Kuntze) O'Donell mô tả khoa học đầu tiên năm 1948.